# 滁县专区
滁县专区，中华人民共和国安徽省已撤销的专区，在今安徽省东部。1949年置，属皖北行署区，专员公署驻滁县（今滁州市）。辖滁县、来安、江浦、全椒、定远、凤阳、嘉山、盱眙、炳辉9县。
1952年，滁县专区改属安徽省。同年，江浦县划归江苏省扬州专区；原巢湖专区所属肥东县划入。专区辖8县。
1955年，盱眙县划入江苏省淮阴专区。
1956年，撤销滁县专区，所辖8县划归蚌埠专区。
1961年，恢复滁县专区，专署驻滁县。辖原蚌埠专区所属滁县、嘉山、来安、天长、全椒、定远、凤阳7县及原合肥市所属的肥东县。1965年，肥东县划归巢湖地区。滁县专区辖7县。

## 滁县地区
1971年，撤销滁县专区，改置滁县地区。
滁县地区于90年代设置滁州市。